# Lepidiota philippinica
Lepidiota philippinica är en skalbaggsart som beskrevs av Hermann Burmeister 1855. Lepidiota philippinica ingår i släktet Lepidiota och familjen Melolonthidae. Inga underarter finns listade i Catalogue of Life.